# Szárnyas rovarok
A szárnyas rovarok (Pterygota) az ízeltlábúak (Arthropoda) törzsében és a rovarok (Insecta) osztályának egyik alosztálya – más felosztásban elsődlegesen szárnyas rovarok néven a kétbütykűek (Dycondylea) alosztályának egyik szekciója.

## Származásuk, elterjedésük
Ide tartozik a rovarvilág nagy része: mindazok, amelyeknek kifejlett korukban van szárnya, vagy legalábbis olyan csökevénye, ami elárulja, hogy szárnyas fajból fejlődtek ki.
Igen ősi taxon lévén képviselői szinte minden élőhelyen megtalálhatók.

## Megjelenésük, felépítésük
Az imágók testének tagoltsága mindig jól megfigyelhető, bárt egyes taxonok torszelvényei összeolvadhatnak. Légcső- (trachea-)rendszerük jól fejlett. Egyes fajok potrohának végén fartoldalék alakult ki.

## Életmódjuk, élőhelyük
Újszülötteik táplálkozása és/vagy élőhelye többnyire drasztikusan különbözik az ivarérett egyedekétől. Egyes csoportjaik (a másodlagos lárvák) fokozatosan, úgynevezett átváltozással (hemimetamorfózis) érik el felnőtt alakjukat, a többség (a harmadlagos lárvák) pedig teljes átalakulással (holometamorfózis, holometabólia), tehát úgy, hogy lárváik egy külön kifejlődő szakaszban (bábállapotban) alakulnak át imágóvá. Néhány kisebb csoport lárvái elsődlegesek; ezek alkata és életmódja is a felnőtt egyedekéhez hasonlít. Az ilyen lárvák fokozatos kifejléssel (epimorfózis) jutnak el az ivarérett állapotba.